# Pociūnėliai
Pociūnėliai (ryska: Поцюнеляй) är en ort i Litauen. Den ligger i den centrala delen av landet, 130 km nordväst om huvudstaden Vilnius. Pociūnėliai ligger 82 meter över havet och antalet invånare är 535.
Terrängen runt Pociūnėliai är platt. Runt Pociūnėliai är det glesbefolkat, med 20 invånare per kvadratkilometer. Närmaste större samhälle är Grinkiškis, 14,6 km väster om Pociūnėliai. Trakten runt Pociūnėliai består till största delen av jordbruksmark.